# جسیکا هاینس
جسیکا هاینس (انگلیسی: Jessica Hynes؛ زادهٔ ۳۰ اکتبر ۱۹۷۲) بازیگر و نویسنده اهل بریتانیا است. وی از سال ۱۹۹۳ میلادی تاکنون مشغول فعالیت بوده‌است. از فیلم‌هایی که وی در آن نقش داشته‌است، می‌توان به نکته باریک، شان می‌میرد و برک و هیر، بچه بریجت جونز، چهار ترانه آخر و باز هم این دختر شروع کرد اشاره کرد.